# Endlager Dukovany
Das Endlager Dukovany befindet sich in der Gemarkung Heřmanice u Rouchovan der Gemeinde Rouchovany in Südmähren in Tschechien.
Schwach- und mittelradioaktive Betriebsabfälle aus den Reaktoren des Kernkraftwerks Dukovany werden in das auf dem Gelände des Kernkraftwerks befindliche oberflächennahe Endlager verbracht. Es wurde 1995 in Betrieb genommen und liegt etwa 500 m östlich des Reaktorblocks 4. Es besteht aus vier Reihen Segmente und hat eine Gesamtkapazität von etwa 55.000 m³ (entsprechend 130.000 Fässern). Dies reicht voraussichtlich aus, um die, während der gesamten Betriebsdauer, d. h. bis etwa zum Jahr 2020 anfallenden, Abfälle aller tschechischen Kernkraftwerke aufzunehmen. Die Lagerstätte wurde so ausgelegt, um später auch Stilllegungsabfälle aufnehmen zu können.